# Хорнсвогл
Дилан Марк Постл (шп. Dylan Mark Postl; Ошкош, 29. мај 1986) амерички је професионални рвач и глумац.  Најпознатији је по надимку Хорнсвогл у WWE, где се појављује од 2006. године. Касније је откривено да је он ванбрачни син Винса Макмана.
Постл се 2014. појавио у два филма. Прво је имао камео улогу у Најтраженијим Мапетима, наставку Мапетоваца, а затим је тумачио насловну улогу у  филму Леприкон 7: Порекло. Осим тога, појављивао се у WWE веб-серијама. У септембру 2019. објавио је своју аутобиографију под насловом Живот је кратак, а и ја сам.

## Филмографија
| Улоге Дилана Постла |                     |               |                          |          |
| Година              | Српски назив        | Изворни назив | Улога                    | Напомена |
| 2006—2021.          | WWE                 |               | „Хорнсвогл” (самог себе) |          |
| 2014.               | Најтраженији Мапети |               | руски затвореник         |          |
| 2014.               | Леприкон 7: Порекло |               | Леприкон                 |          |